# Cornelius Comegys Jadwin

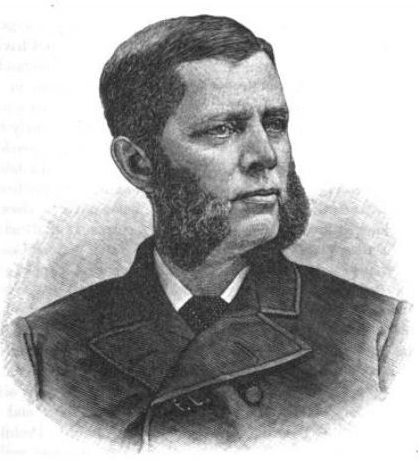
Cornelius Comegys Jadwin

Cornelius Comegys Jadwin (* 27. März 1835 in Carbondale, Lackawanna County, Pennsylvania; † 17. August 1913 in Honesdale, Pennsylvania) war ein US-amerikanischer Politiker. Zwischen 1881 und 1883 vertrat er den Bundesstaat Pennsylvania im US-Repräsentantenhaus.

## Werdegang
Cornelius Jadwin besuchte die öffentlichen Schulen seiner Heimat und unterrichtete danach vier Jahre lang selbst als Lehrer. Danach studierte er das Bauingenieurwesen und Pharmazie. Zwischen 1857 und 1861 war er als Bauingenieur sowie im Bergbau tätig. Danach stieg er in Honesdale in das Apothekergeschäft ein. Neun Jahre lang saß er im Bildungsausschuss seines Heimatbezirks, davon war er drei Jahre Präsident dieses Gremiums. Politisch schloss er sich der Republikanischen Partei an. Im Juni 1880 nahm er als Delegierter an der Republican National Convention in Chicago teil, auf der James A. Garfield als Präsidentschaftskandidat nominiert wurde.
Bei den Kongresswahlen des Jahres 1880 wurde Jadwin im 15. Wahlbezirk von Pennsylvania in das US-Repräsentantenhaus in Washington, D.C. gewählt, wo er am 4. März 1881 die Nachfolge von Edward Overton antrat. Im Jahr 1882 wurde er als unabhängiger Kandidat nicht wiedergewählt. Daher konnte er bis zum 3. März 1883 nur eine Legislaturperiode im Kongress absolvieren. Nach seiner Zeit im US-Repräsentantenhaus betätigte sich Cornelius Jadwin wieder als Apotheker. Er starb am 17. August 1913 in Honesdale, wo er auch beigesetzt wurde.
Sein Sohn Edgar Jadwin (1865–1931) brachte es im US-amerikanischen Heer bis zum Generalleutnant und zum Kommandeur des United States Army Corps of Engineers.